# Микроэволюция
Микроэволюция — распространение в популяции малых изменений в частотах аллелей на протяжении нескольких поколений; эволюционные изменения на внутривидовом уровне. Такие изменения происходят из-за следующих процессов: мутации, естественный отбор, искусственный отбор, перенос генов и дрейф генов. Эти изменения приводят к дивергенции популяций внутри вида, и, в конечном итоге, к видообразованию.
Популяционная генетика — это ветвь биологии, которая обеспечивает математический аппарат для изучения микроэволюционных процессов. Экологическая генетика наблюдает микроэволюцию в реальности. Как правило, наблюдаемые процессы эволюции являются примерами микроэволюции, например, образование штаммов бактерий, обладающих устойчивостью к антибиотикам.
Микроэволюции часто противопоставляют макроэволюции, которая представляет собой значительные изменения в частотах генов на популяционном уровне в значительном геологическом промежутке времени. Каждый подход вносит свой вклад в эволюционные процессы.
Второе понятие микроэволюции — процесс видообразования.

## Происхождение термина
Термин был впервые предложен выпускником Гарварда, ботаником Робертом Гринлифом Ливиттом в журнале Botanical Gazette в 1909 году. Автор таким образом обозначил загадку того, как отсутствие формы даёт начало форме.
..The production of form from formlessness in the egg-derived individual, the multiplication of parts and the orderly creation of diversity among them, in an actual evolution, of which anyone may ascertain the facts, but of which no one has dissipated the mystery in any significant measure. This microevolution forms an integral part of the grand evolution problem and lies at the base of it, so that we shall have to understand the minor process before we can thoroughly comprehend the more general one…
Однако можно считать, что Ливитт использовал термин для обозначения современной биологии развития, а термины макро- и микроэволюция впервые вместе употребил с современными значениями российский энтомолог Юрий Филипченко в своем труде «Variabilität und Variation», изданном на немецком языке в 1927 году. Термин был принесен в англоговорящее сообщество Ф. Добжанским в его книге «Генетика и происхождение видов».

## Неверное употребление
Термин микроэволюция стал популярен в недавнее время среди движения против эволюции, в частности среди креационистов. Предположение, что микроэволюции количественно отличается от макроэволюции, вводит в заблуждение; так, некоторые креационисты утверждают, что главное отличие между этими процессами состоит в том, что микроэволюция происходит на уровне нескольких поколений, в то время как макроэволюция — в течение нескольких тысяч лет. На самом деле микро- и макроэволюция описывают один и тот же процесс. Многие ведущие мировые научные организации, в том числе и AAAS, считают попытки найти отличие между макро- и микроэволюцией не имеющими научной основы. Однако нельзя считать этот вопрос окончательно решённым. Так, в авторитетной монографии «Эволюционный процесс» В. Гранта говорится следующее:

Огромное различие в масштабах времени между микро- и макроэволюцией в их крайних формах заставляет остерегаться сверхупрощенных экстраполяций от одного уровня к другому. Многие микроэволюционные изменения повторимы и предсказуемы. В отличие от этого макроэволюция — процесс исторический.— Грант В. Эволюционный процесс. Критический обзор эволюционной теории

## Внешние ссылки
- Microevolution (UC Berkeley)
- [atheism.about.com/od/evolutionexplained/a/micro_macro.htm Microevolution vs Macroevolution]